# Petar Pankow
Petar Pankow (bulgarisch Петър Панков, wiss. Transliteration Petăr Pankov; * 20. April 1945 in Sofia) ist ein ehemaliger bulgarischer Skilangläufer.
Pankow wurde bei der Winter-Universiade 1966 in Sestriere Zehnter über 15 km und kam bei den Olympischen Winterspielen 1968 in Grenoble auf den 26. Platz über 30 km sowie auf den 25. Rang über 15 km. Bei den Nordischen Skiweltmeisterschaften 1970 in Štrbské Pleso lief er auf den 45. Platz über 15 km, auf den 40. Rang über 30 km und auf den 36. Platz über 50 km. Zudem errang er dort den 15. Platz mit der Staffel. Zwei Jahre später belegte er bei den Olympischen Winterspielen in Sapporo den 47. Platz über 15 km, den 39. Rang über 30 km und den 28. Platz über 50 km. Letztmals international im Skilanglauf startete er bei den Olympischen Winterspielen 1976 in Innsbruck, wo er den 49. Platz über 30 km, den 41. Platz über 15 km und den 40. Platz über 50 km errang. Zudem lief er dort zusammen mit Ljubomir Toskow, Iwan Lebanow und Christo Barsanow auf den 14. Platz in der Staffel. Bei den Ski-Orientierungslauf-Weltmeisterschaften 1980 in Avesta gewann er die Bronzemedaille mit der Staffel.